# Cultura remix
Cultura remix es una sociedad que permite y fomenta las obras derivadas mediante la combinación o edición de materiales existentes para generar un nuevo producto. Una cultura remix sería, en principio, permisiva hacia los esfuerzos de mejorar, cambiar, integrar o, dicho de otra forma, remezclar obras sobre las cuales haya derechos de autor. En su libro "Remix", Lawrence Lessig (profesor de derecho de Harvard y cofundador de la organización Creative Commons) presenta esto como una idea deseable. El progreso y la creación de riqueza de una cultura está fundamentalmente ligada a la remezcla.

## Cultura de Solo Lectura vs. Cultura de Lectura/Escritura
La Cultura de Solo Lectura es la cultura en la que se consume en forma más o menos pasiva. La información o producto nos es proporcionado por una fuente 'profesional', la industria de contenidos, la cual ostenta autoridad sobre tal producto o información. Las tecnologías analógicas han afianzado inherentemente el modelo de negocio de la producción y distribución de la Cultura de Solo Lectura, y limitan el papel del consumidor a solo eso, 'consumir'.
La tecnología digital, sin embargo, no tiene las restricciones 'naturales' de la analógica que la precede. La Cultura de Solo Lectura había sido recodificada a fin de competir con la distribución "libre" que era posible mediante la Intertet. Esto fue logrado primeramente a través de la forma de la Gestión digital de derechos (o DRM en inglés), la cual impone restricciones de uso que son mayormente arbitrarias. En todo caso, la DRM ha demostrado ser enormemente inefectiva en imponer las restricciones de los medios análogos.
A diferencia de la Cultura de Solo Lectura, la Cultura de Lectura/Escritura establece una relación recíproca entre el productor y el consumidor. Tomar obras, tales como canciones, y apropiárselas en círculos privados es un ejemplo de Cultura Lectura/Escritura, lo cual fue considerado como la cultura 'popular' existente antes de la llegada de las tecnologías de reproducción. Sin embargo, estas tecnologías y las leyes de derecho de autor que aparecieron posteriormente, cambiaron la dinámica de la cultura popular. Dado que ésta se volvió profesionalizada, a la gente se le enseñó a ceder la producción a los profesionales.
Las tecnologías digitales proporcionan las herramientas para revivir la Cultura de Lectura/Escritura y democratizar la producción. En los blogs se observan las tres capas de esta democratización. Los blogs han redefinido nuestra relación hacia la industria de contenidos, dado que éstos permiten acceso a contenido no profesional. Su función de 'comentarios' proporcionó un espacio para que los lectores tuvieran un diálogo con los colaboradores amateures. 'Etiquetar' los blogs de acuerdo a su contenido por parte de los usuarios proporcionó la capa necesaria para que los usuarios filtraran el mar de contenido de acuerdo a sus intereses. La tercera capa agrega  (autómatas de software) que analizan la relación entre varias páginas web mediante el conteo del número de accesos entre éstas y, así, se organiza una base de datos de preferencias. Las tres capas trabajando juntas establecieron un ecosistema de reputación que sirvió para guiar a los usuarios a través de la blogosfera. Mientras no hay duda que muchas publicaciones en línea de aficionados no pueden competir con la validez de fuentes profesionales, la democratización de la cultura digital de Lectura/Escritura y el ecosistema de reputación proporciona un espacio para que muchas voces talentosas puedan ser oídas, lo cual no estaba disponible en el modelo pre-digital de Solo de la Lectura  .

## Ejemplos
- El folclor existió mucho antes que cualquier ley de derechos de autor. Todos los cuentos folclóricos, canciones folclóricas, arte folclórico, poesía folclórica, etc. eran re-adaptados constantemente mediante los "procesos folk", en forma muy similar a como hoy día ocurre con los contenidos en Internet.

- El grafiti es un ejemplo de Cultura de Lectura/Escritura en donde los participantes interactúan con su ambiente y con lo que los rodea. En forma similar a como los anuncios publicitarios decoran los muros, el grafiti permite que el público escoja las imágenes a ser plasmadas en sus edificios. Por medio del uso de la pintura en spray, o por otros medios, los artistas en esencia remezclan y cambian el muro u otra superficie a fin de mostrar sus preferencias o sus críticas.

- El sampling de música es un buen ejemplo de reutilización y remezcla para producir una obra nueva. El sampling es ampliamente popular en la cultura hip-hop. Grandmaster Flash y Afrika Bambaataa fueron algunos de los primeros artistas de hip-hop en emplear la práctica del sampling. Esta también es encontrada en artistas como Led Zeppelin, quienes muestrearon música de muchos artistas como Willie Dixon, Howlin' Wolf, Jake Holmes y Spirit[2] Tomando una pequeña parte de una canción existente, cambiándole varios parámetros como el tono (pitch) e incorporándolos en un tema nuevo, un artista puede hacer de esta parte como suya.

- Wikipedia es también un ejemplo de remezcla, en donde se exhorta al público a agregar su propio conocimiento. El sitio web en esencia permite que un usuario remezcle la información presentada.

- En el cine, la remezcla es hecha con frecuencia. Muchas películas nuevas de Hollywood son adaptaciones de cómics, novelas gráficas, libros u otras formas de medios. La mayoría de otras obras cinematográficas de Hollywood son típicamente géneros de películas que se ciñen a tramas estrictas y genéricas.[3] Este tipo de películas no suelen ser muy originales o creativas, sino que se basan en material adaptado de obras anteriores, lo cual es una forma de remezcla. Un buen ejemplo de ello es Kill Bill, que toma muchas técnicas y patrones escénicos de otras películas.[4]

Según Ramsay Wood, las fábulas en el Panchatantra son el ejempló más antiguo conocido de la cultura remix.
La internet constituye un medio altamente efectivo de llevar a cabo la "cultura remix". Las remezclas de canciones, videos y fotos pueden ser fácilmente distribuidas. Existe una constante revisión sobre lo que ha sido creado, lo cual es hecho tanto a escala profesional como aficionada. Paquetes de software tales como GarageBand o Adobe Photoshop permiten remezclar con facilidad. La internet permite la distribuciones de remezclas al público en general.

## Derechos de autor
Bajo las leyes actuales de derechos de autor, cualquiera que intente remezclar una obra existente puede ser objeto de demanda dado que la ley de derechos de autor protegen la propiedad intelectual de la obra. Sin embargo, estas leyes han demostrado ser poco efectivas a la hora de prevenir el muestreo de propiedad intelectual (así también como otras formas de piratería). Lessig sostiene que es necesario que haya un cambio en el estado actual de las leyes de derecho de autor a fin de legalizar la cultura remix. Él ha declarado que "leyes de copyright pasadas de moda han convertido a nuestros hijos en delincuentes". Una propuesta al respecto es adoptar un sistema de citación similar al de las referencias bibliográficas. El artista podría citar la propiedad intelectual que ha extraído, lo cual le daría el crédito al creador original, de igual forma a como se hace con las referencias literarias.
Según Kirby Ferguson todo es una remezcla, y que todo el material considerado 'original' está constituido de remezclas de material que ha existido previamente. Si toda propiedad intelectual está influenciada por otras partes de obras, las leyes de derecho de autor serían innecesarias.
Otros académicos del derecho de autor como Yochai Benkler y Erez Reuveni promulgan ideas que son cercanas a la cultura remix. Algunos de ellos sostienen que las instituciones académicas y legales deben cambiar, a medida que la cultura se transforma hacia la remezcla.